# Engenharia humana
Engenharia Humana é o ramo da Engenharia que aborda os impactos humanos dos projetos de Engenharia. Neste ramos da Engenharia estão incluídas áreas tais como a Ergonomia, o Estudo do Trabalho e a Higiene e Segurança no Trabalho. O domínio técnico-científico da Engenharia Humana é hoje reconhecido como um importante elemento de uma gestão industrial moderna e eficiente. Já não é possível conceber a gestão eficaz de qualquer tipo de sistema industrial ou de serviços sem a aplicação das técnicas e metodologias integradas nas diversas disciplinas que constituem o corpo habitualmente designado por Engenharia Humana.
A Engenharia Humana é uma ciência relativamente recente que estuda as relações entre o homem e seu ambiente de trabalho, e é definida pela Organização Internacional do Trabalho - OIT como "A aplicação das ciências biológicas humanas em conjunto com os recursos e técnicas da engenharia para alcançar o ajustamento mútuo, ideal entre o homem e o seu trabalho, e cujos resultados se medem em termos de eficiência humana e bem-estar no trabalho".